# Льотна пригода
«Льотна пригода» («Летное происшествие») — радянський двосерійний телефільм 1986 року, знятий режисером Павлом Фаттахутдіновим на Свердловській кіностудії.

## Сюжет
За мотивами роману Олександра Старостіна «Друге коло». Авіаційний інженер Віктор Росанов мріє сісти за штурвал літака — він упевнений, що лише так зможе реалізувати свої можливості. Керівництво заводу відправляє Росанова на Північ та доручає підготувати до польотів новий літак. Він блискуче виконує завдання, і коли повертається, його призначають начальником аеропорту і вносять до списків льотного складу. Але тепер Віктор не впевнений, що небо — це єдиний шлях його життя.

## У ролях
- Дмитро Бруснікін — Віктор Росанов, авіаційний інженер
- Олександр Феклістов — Сашко, пілот, друг Віктора Росанова
- Олена Майорова — Ніна, художник по костюмах, колишня натурниця
- Марія Сітко — Марійка, геолог
- Олексій Михайлов — Семен Гаврилович Строгов, «Дід», інженер авіабази
- Олексій Миронов — Іван Ілліч, бортмеханік, списаний на землю
- Рим Аюпов — Чекаєв, начальник авіабази
- Юрій Гребенщиков — Григорій Петушенко, співробітник авіабази
- Геннадій Ложкін — Іван Максимович, батько Віктора Росанова
- Віктор Старостін — Михайло Пилипович, прадід Ніни, один із перших авіаторів
- Станіслав Соколов — співробітник авіабази
- Олександр Мілютін — Лисенко, авіамеханік
- Валерій Захар'єв — Пілюта, авіатехнік
- Петро Зайченко — Максим
- Андрій Щербаков — епізод
- Діана Рахімова — епізод
- Лариса Грибкова — епізод
- Сергій Скрипкін — Вася, авіамеханік
- Михайло Смирнов — епізод
- Сергій Лазарев — епізод
- В. Махотін — епізод
- Ірина Мосунова — епізод
- Юрій Алексєєв — гість у Максима
- Анастасія Власова — Зоя, лікар
- В. Бєлкін — епізод
- М. Голубкова — епізод
- Лідія Єжевська — Ліда, дружина Максима, вчителька
- Юрій Єршов — епізод
- Олександр Ольков — епізод
- Георгій Кондратьєв — епізод
- Олександр Розін — епізод
- Володимир Іванський — епізод
- Володимир Стержаков — Боря, пілот
- Валентина Попова — епізод
- Любов Теплова — епізод
- Григорій Мануков — епізод
- Володимир Махов — хворий із банками
- Таня Клюкіна — Настя, донька Росанова

## Знімальна група
- Режисер — Павло Фаттахутдінов
- Сценаристи — Олександр Александров, Олександр Старостін
- Оператор — Геннадій Трубников
- Композитор — Євген Ширяєв
- Художник — Анатолій Пічугін